# Dvir Benedek

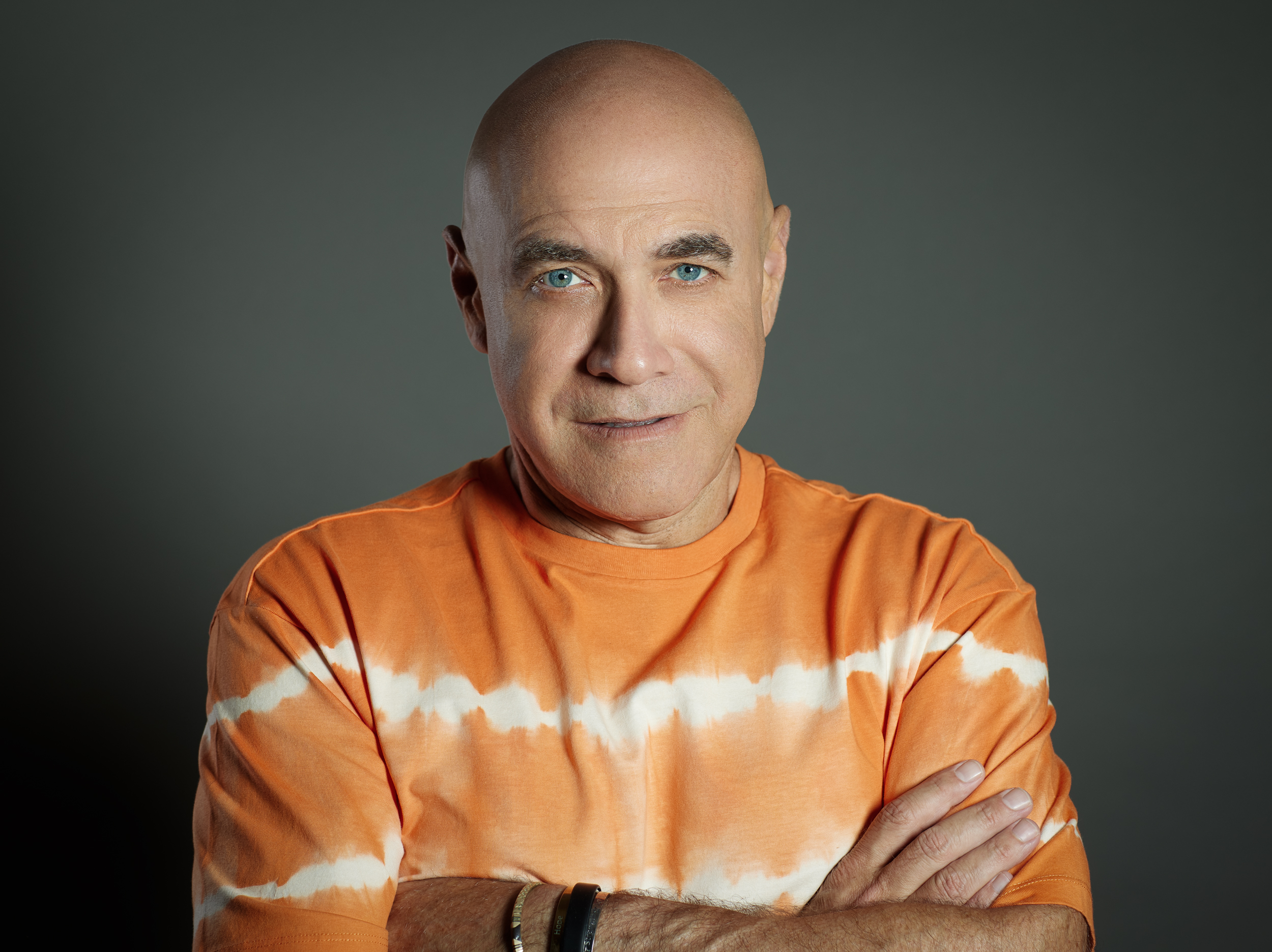
Dvir Benedek

Dvir Benedek (hebräisch דביר בנדק; * 29. Dezember 1969 in Kiryat Yam, Israel) ist ein israelischer Schauspieler.

## Leben
Dvir Benedek wurde in Kiryat Yam geboren und wuchs dort auf, wobei er die meiste Zeit in einem Flüchtlingslager lebte. Während der Ersten Intifada verbrachte er seine Zeit bei der Nachal im Gazastreifen. Anschließend reiste er um die Welt, bevor er ein Schauspielstudium an der Universität Tel Aviv begann, welches er 1997 abschloss. 1999 debütierte Benedek in Isaac Zepel Yeshuruns Drama Zman Avir an der Seite von Dana Ivgy, Moshe Ivgy und Jenya Dodina, und in Dror Shauls Fernsehkomödie Mivtza Savta an der Seite von Rami Heuberger und Rosina Kambus auf der Leinwand. Für die Darstellung des Aharon in der Sportkomödie A Matter of Size wurde Benedek 2009 bei der Verleihung des israelischen Filmpreises Ophir Award 2009 als Bester Nebendarsteller nominiert. 2010 verkörperte er den Chef Avi Meshulam in der Serie HaMisrad, der israelischen Version der mittlerweile in viele Sprachen und Länder übertragenen Fernsehserie The Office, in Deutschland bekannt als Stromberg.

## Filmografie (Auswahl)
- 1999: Mivtza Savta
- 1999: Zman Avir
- 2000: Delta Force One: The Lost Patrol
- 2005: Willkommen in Israel (Eize Makom Nifla)
- 2008: Antarctica ...lässt Herzen schmelzen (Antarctica)
- 2009: A Matter of Size
- 2009: Die Seele eines Mörders
- 2010: Hamisrad (המשרד, Das Büro, Fernsehserie)
- seit 2011: Sabri Maranan (Fernsehserie)
- 2019: Mossad
- 2023: Golda – Israels Eiserne Lady (Golda)

## Auszeichnung (Auswahl)
Seoul International Drama Awards
- 2008: Auszeichnung als Bester Schauspieler für The Tutor

Ophir Award
- 2009: Nominierung als Bester Nebendarsteller für A Matter of Size